# Sint Petersburg White Nights
Sint Petersburg White Nights is een badmintontoernooi gehouden in Sint-Petersburg, Rusland.
Het toernooi wordt sinds 1974 gehouden als internationaal badmintontoernooi. Het toernooi doet mee in het BE Circuit.

## Winnaars
| Jaar | Mannen enkel     | Vrouwen enkel       | Mannen dubbel                      | Vrouwen dubbel                                         | Gemengd dubbel                                   |
| ---- | ---------------- | ------------------- | ---------------------------------- | ------------------------------------------------------ | ------------------------------------------------ |
| 2007 | Stanislav Pukhov | Kanako Yonekura     | Vitalij Durkin Alexandr Nikolaenko | Ekaterina Ananina Anastasia Russkikh                   | Alexandr Nikolaenko Nina Vislova                 |
| 2008 | Ville Lång       | Xu Huaiwen          | Michał Łogosz Robert Mateusiak     | Ekaterina Ananina Anastasia Russkikh                   | Vitalij Durkin Nina Vislova                      |
| 2009 | Dmytro Zavadsky  | Ella Diehl          | Vitalij Durkin Alexandr Nikolaenko | Valeria Sorokina Nina Vislova                          | Flandy Limpele Anastasia Russkikh                |
| 2010 | Ivan Sozonov     | Tatyana Bibik       | Adam Cwalina Michał Łogosz         | Walerija Michailowna Sorokina Nina Gennadjewna Wislowa | Jewgeni Dremin Anastassija Wladimirowna Russkich |
| 2011 | Hsu Jen-Hao      | Fransisca Ratnasari | Rian Sukmawan Rendra Wijaya        | Irina Hlebko Anastassija Wladimirowna Russkich         | Danny Bawa Chrisnanta Vanessa Neo Yu Yan         |